# Felix Otto von Kameke
Felix Otto von Kameke (meist Felix von Kameke; * 5. Mai 1858 auf Gut Lustebuhr, Pommern; † 30. Dezember 1930 in Danzig) war Oberregierungsrat und stellvertretender Vorsitzender des Staatsrats in Danzig.

## Leben
Felix von Kameke stammte aus der pommerschen uradligen Familie von Kameke. 
Er studierte Jurisprudenz. 1880 wurde er Referendar am Landgericht in Köslin, 1882 in Stettin. 1883 wurde er dort Regierungsassessor, 1886 erhielt er dieses Amt in Posen. Seit 1890 war Felix von Kameke Leiter der Veranlagungskommission und Regierungsrat im Kreis Niederbarnim nordöstlich von Berlin. 1902 kehrte er nach Stettin zurück und war dort Regierungsrat bis 1905.
1919 wurde Felix von Kameke nach Danzig als Regierungsrat berufen. Im März 1920 wurde er Stellvertreter des Regierungspräsidenten und Mitglied des Staatsrats der neu entstehenden Freien Stadt Danzig. Seit dieser Zeit trug er den Titel eines Oberregierungsrats. Im Oktober jenes Jahres endete diese Tätigkeit. Danach war er nicht mehr in politischen Gremien vertreten.